# 김장숙
김장숙(1934년 3월 25일~2020년 6월 12일)은 대한민국의 약사 출신 정치인이다. 제12·13대 국회의원을 지냈다.

## 역대 선거 결과
|  | 35.25% |

|  | 34.0% |